# Långhårig vorsteh
För andra betydelser, se Vorsteh.
Långhårig vorsteh (Deutsch Langhaar) är en hundras från Tyskland, en stående fågelhund av spanieltyp.

## Historia
Rasen anses ha utvecklats ur wachtelhundar från 1600-talet, med inkorsning av settrar och franska spanielar. 1878 mönstrades ett antal på hundutställning. Den första rasstandarden upprättades 1897, den tyska rasklubben bildades 1902.

## Egenskaper
Långhårig vorsteh är en mångsidig jakthund som även används som apportör och eftersökshund.

## Utseende
Den är av spanieltyp, till skillnad från övriga tyska stående fågelhundar som delar beteckningen vorsteh på svenska, som är av braquetyp. Långhårig vorsteh påminner närmast om en grosser münsterländer, som den är nära besläktad med, men är något högre samt mer muskulös.